# Рат за ватру
Рат за ватру (фр. La Guerre du feu) је канадско-француски авантуристички филм смештен у преисторију из 1981. године, режисера Жан-Жака Аноа, према сценарију који је Жерар Браш написао на основу романа Ватра Жозефа-Анрија Ронија Старијег. Главне улоге у филму тумаче Еверет Макгил, Реј Дон Чонг, Рон Перлман и Намир Ел-Кади, а прича је смештена „80.000 хиљада година у прошлости” и прати доживљаје групе пећинских људи који још нису упознали технику паљења ватре.
Филм је наишао на позитивне реакције критичара и освојио је бројне награде, међу којима се истичу Оскар и награда БАФТА за најбољу шминку, награде Сезар у категоријама за најбољи филм и најбољег редитеља, као и награда Сатурн за најбољи међународни филм.

## Радња
Улами су племе пећинских људи које пажљиво чува мали пламен, који користе за прављење већих ватри. Након што су протерани из свог дома после жестоке битке са мајмуноликим Вагабуима, Улами постају ужаснути када се њихов пламен случајно угаси док траже уточиште у мочвари. Пошто племе не зна како да само запали ватру, племенски старешина одлучује да пошаље три човека, Наоха, Амукара и Гауа, у потрагу за новом ватром.
Током свог путовања, њих тројица се сусрећу са неколико опасности, укључујући Кзаме, племе људождера примитивнијег изгледа који поседују ватру. Наох, Амукар и Гау планирају да им украду ватру. Гау и Амукар маме већину Кзама из њиховог логора, док Наох убија преостале ратнике, иако не пре него што га један угризе за гениталије, узрокујући му агонију. Три Улама краду ватру Кзама и спремају се да се врате кући.
Млада жена, Ика, била је заточеница Кзама и одлучује да пође за њима. Она прави примитивни облог како би помогла Наоху да се опорави од повреде. Касније, Амукар покушава да узјаши Ику, али се она сакрива у близини Наоха, који тада потврђује своје право силујући је пред друга два мушкарца.
Ика убрзо схвата да је близу своје куће и покушава да убеди Уламе да пође са њом. Када одбију, они крећу својим путем. Наох се окреће, праћен невољним Гауом и Амукаром, и група се поново удружује. Након што Наох остави остале да извиде једно село, он је заробљен у живом песку и скоро тоне до смрти. Откривају га и хватају Иваке, Икино племе. У почетку, Иваке терају Наоха да прође кроз неколико облика понижења, укључујући присиљавање да се пари са гломазним женама из племена. Икино племе је одбацује због ситне грађе, а када покуша да легне близу Наоха касније те ноћи, бива отерана. Иваке показују Наоху да поседују знање о паљењу ватре помоћу трљања дрвета.
Гау и Амукар на крају проналазе Наоха међу Ивакама и покушавају да га спасу, али чини се да Наох не жели да оде. Ноћу им Ика помаже да онесвесте Наоха и побегну из логора. Следећег дана, Наох спира боју за тело Ивака. Он поново покушава да узјаши Ику, али она га учи интимнијој мисионарској пози. Недуго пре него што стигну до мочваре одакле су започели путовање, њих тројица упадају у заседу ривалских Улама, који желе да украду ватру и сами је врате. Међутим, Наох и његова група их побеђују користећи ивакански атлатл, као супериорније оружје од уламског.
По повратку Уламима, група доноси ватру на радост свих. Међутим, током прославе која је уследила, ватра је случајно поново угашена. Наох покушава да запали нову ватру какву је видео у логору Ивака, али након неколико неуспешних покушаја, Ика га замењује. Једном када се искра упали, племе почиње да се радује.
Месецима касније, Наох и Ика се спремају да добију дете.

## Улоге
- Еверет Макгил као Наох, млади ратник, вођа групе Неандерталаца у потрази за ватром
- Рон Перлман као Амукар
- Намир Ел-Кади као Гау
- Рае Дон Чонг као Ика, млада кромањонска девојка коју Наох спасава од канибала, касније његова жена.

## Продукција
Филм је екранизација историјског романа Ватра белгијског писца Ронија Старијег. Произведен је у француско-канадској копродукцији и сниман је у Канади, Шкотској и Кенији. Режирао га је француски редитељ Жан-Жак Ано. У филму готово да нема изговореног дијалога, изузев код Кромањонаца, пошто се Неандерталци споразумевају крицима, покретима и гестовима.